# Želva korunková
Želva korunková (Hardella thurjii), známá také jako želva korunkatá (nebo dříve také jako želva diadémová), je želva náležející do čeledi batagurovití. Jedná se o sladkovodní endemický druh indomalajské oblasti.

## Popis
Tento druh želvy má výrazný pohlavní dimorfismus. Samice jsou o mnoho větší než samci. Délka krunýře u samic může dosáhnout délky až 55 cm, zatímco krunýř mnohem drobnějších samců mívá maximálně 17 cm. Rozdílná velikost se odráží i v rozdílné hmotnosti — samci váží do 0,5 kg, hmotnost samic se může pohybovat okolo 10 kg. V době námluv samec mává předníma nohama a dotýká se hlavou čenichu samice.

## Taxonomie
Želva korunkatá náleží do monotypického rodu Hardella a vytváří dva poddruhy, a to: Hardella thurjii thurji a Hardella thurjii indi.

## Ekologie
Jedná se o sladkovodní želvu, jež většinu času tráví ve vodě. Preferují pomalu tekoucí vody s hustou vegetací. Živí se hlavně rostlinnou stravou. Zajímavý a zcela unikátní je způsob rozmnožování. Svá vejce totiž kladou do vody, po opadnutí vody probíhá vývin vajec na souši. Po ukončení období sucha jsou však znovu zaplavena, což je impuls pro líhnutí mláďat.

## Chov
V zoologických zahradách není tato ohrožená želva chována příliš často. Poprvé se ji podařilo úspěšně odchovat až v Zoo Praha v roce 2012, kdy chovatelé napodobili unikátní způsob inkubace vajec, čímž potvrdili domněnky o kladení vajec do vody. Tyto vzácné želvy jsou k vidění v pavilonu Čambal. Odchovaná mláďata ze Zoo Praha posléze získala Zoo Liberec.